# 卡特勒 (緬因州)
卡特勒（英語：Cutler）是一個位於美國緬因州華盛頓縣的鎮。

## 人口
根據2020年美國人口普查的數據，卡特勒的面積為305.44平方千米，當中陸地面積為121.60平方千米，而水域面積為183.84平方千米。當地共有人口524人，而人口密度為每平方千米2人。